# Пахомий Рилски
Пахомий Рилски (светско име Цвятко Димов, известен и с псевдонима Дядо Цвятко) е български възрожденски общественик, духовник и революционер, йеромонах.

## Биография
Пахомий Рилски е роден през 1830 година в Севлиево, тогава в Османската империя. Учи в Рилския метох в градчето, след което продължава образованието си като монах в Рилския манастир при Неофит Рилски между 1844 и 1846 година. След 1850 година е таксидиот на Рилския манастир в Струмица, Берковица и Севлиево.
През 1861 година е избран за представител на Търновска епархия в Цариград по българо-гръцкия църковен спор. Заради добрите си проповеднически и ораторски качества е изпратен от Цариградската патриаршия в Малко Търново, за да противодейства на Униатското движение през 1862 година. Обвинен е в кражба на църковна утвар и е обявен за опасен за православието. През 1863 година бяга в Одрин, приема унията и се връща в Малко Търново като униатски архимандрит. През 1864 година е затворен в Одринския затвор с обвинение в кражба и прелъстяване на туркиня. За да избегне наказанието, приема исляма през 1865 година. Проповядва в цариградската Фатих джамия. Жени се за въпросната туркиня. В 1867 година бяга в Одеса и се връща към православието.
През 1870 година заминава за Солун. Оттам е изпратен от Българската екзархия в Севлиево, където повторно се замонашва и първо служи в Батошевския манастир, а след това в Рилския манастир. През зимата на 1872 година проповядва в черквата в Батак. През 1873 година е в Сярско, Неврокопско и Драмско, където се изявява като пламенен оратор и пропагандатор на българската кауза. Преследван от османските власти и патриаршисткото духовенство като „бунтовник против държавата“, той пътува с цивилно облекло и променена външност под псевдонима Дядо Цвятко или Дядо Чиляк. Заради дейността си е затворен от османските власти в Одрин в 1873 година. После е преместен в Цариград. Освободен е след застъпничество на руското посолство и е изпратен в Рилския манастир без право да го напуска. Участва в Априлското въстание от 1876 година, след което е заточен в Бейрут.
След Освобождението на България се връща в Рилския манастир и същата година се включва в Кресненско-Разложкото въстание. Той е сред организаторите на въстанието в Разложко. След това се оттегля като игумен в Батошевския манастир. Умира там или в Севлиево през 1892 или 1894 година.
Пахомий Рилски е вуйчо и осиновител на просветния деец Иван Козарев.